# Сутюшев, Карим Рахимович
Карим Рахимович Сутюшев (1888 — 10 июня 1918) — участник борьбы за установление Советской власти в Петропавловске, первый в городе большевик.

## Биография
Родился в 1888 году в станице Атбасарская Степного генерал-губернаторства Российской империи.
В мае 1906 года принял участие в маёвке в Петропавловске на которой выступал прибывший из Омска «товарищ Касаткин» с изложением резолюции III съезда РСДРП. Стал посещать кружок рабочих железнодорожного депо, заинтересовался нелегальной литературой. Был избран членом Петропавловского комитета РСДРП.
В годы реакции, после разгрома жандармами петропавловского комитета, возглавил социал-демократический кружок в Петропавловске расширив агитацию на весь Северный Казахстан. Используя легальную организацию «Общество взаимного вспоможения приказчиков» организовал народную библиотеку, популяризировал легальный журнал «Вестник приказчика», который являлся большевистским «правдистским» изданием.
После Февральской революции — с апреля 1917 года — член Петропавловского Совета рабочих и солдатских депутатов.
Организатор первомайской демонстрации 1917 года, на которую пришло около 3 тыс. человек. Активно выступал против политики Временного правительства.
После Октябрьской революции — с ноября 1917 года — член Петропавловского ревкома: участвовал в национализации земли, работал комиссаром торгово-промышленного отдела Совдепа, был помощником комиссара банков. Участвовал в создании боевого отряда красногвардейцев из рабочих кожевенного завода.
10 апреля 1918 года переизбран в состав исполкома уездного Совета, где возглавил мусульманский комитет, организовал издание газеты на татарском языке.
В июне 1918 года, в дни мятежа белочехов в Петропавловске и свержения Советов тайной организацией офицеров во главе с В. И. Волковым, Кариму Сутюшеву вначале удавалось скрыться от ареста, но 5 июня по доносу провокатора он был схвачен, судим 9 июня 1918 года в числе 22 большевиков-совдеповцев (в том числе с Исидором Дубыниным и Настей Прокопичевой), и на следующий день расстрелян вместе с ними на месте известном как Пятый лог (по другим данным — был забит до смерти).

## Память
В 1927 году улица Караванная города Петропавловска была переименована в честь Карима Сутюшева. В 1975 году на ней установлен гранитный бюст с надписью «Первому в городе большевику».
В 2013 году в Северо-Казахстанском областном историко-краеведческом музее прошла выставка «В огне революций», посвященная 125-летию со дня рождения и 95-летию со дня гибели К.Сутюшева.